# وائل الزين
وائل الزين (مواليد 5 أبريل 1996–) هو لاعب جودو جزائري، في 2019 فاز بميدالية ذهبية في بطولة أفريقيا للجودو 2019 وزن أقل من 66 كغ.

## إحصائيات
| بطولة أفريقيا | بطولة أفريقيا             | بطولة أفريقيا  | بطولة أفريقيا | بطولة أفريقيا |
| السنة         | البطولة                   | المكان         | الميدالية     | الفئة         |
| ------------- | ------------------------- | -------------- | ------------- | ------------- |
| 2019          | بطولة أفريقيا للجودو 2019 | الرباط، المغرب | ذهبية         | -86 كغ        |

## وصلات خارجية
- وائل الزين على موقع الفيدرالية الدولية للجودو (الإنجليزية)
- وائل الزين على موقع JudoInside.com (الإنجليزية)
- وائل الزين على موقع AllJudo.net (الفرنسية)